# 주문 제작
주문 제작 또는 수주 생산(Build to order, BTO, MTO, Make to Order)은 제품 주문이 접수될 때까지 제품을 제작하지 않는 생산 접근 방식이다. 따라서 최종 소비자는 생산되는 제품의 시간과 수량을 결정한다. 주문한 제품은 개인, 조직 또는 기업의 설계 요구 사항을 충족하여 맞춤 제작된다. 이러한 생산 주문은 수동으로 생성되거나 재고/생산 관리 프로그램을 통해 생성될 수 있다. 주문 제작은 가장 오래된 주문 이행 스타일이며 고도로 맞춤화된 제품이나 소량 제품에 사용되는 가장 적절한 접근 방식이다. 재고 비용이 높은 산업에서는 이 생산 방식을 사용한다. 게다가 "주문 제작" 제품은 레스토랑과 같은 식품 서비스 산업에서 흔히 볼 수 있다.
주문 제작은 낭비되는 시간을 줄이고 효율성을 높이기 위해 부품이나 제품이 요구될 때 적시에 납품되기 때문에 JIT(Just in Time) 생산 시스템으로 간주될 수 있다.

## 같이 보기
- 맞춤형 소량 출판
- 대량 고객화

## 참고 문헌
- Kabaivanova, Silvia (2015), "Made To Order - the new fashion formula in men's suit market". Be Global Fashion Network. 15 January 2015.
- Continelli, A. (2017), “Build-to-Stock or Build-to-Order?”[깨진 링크(과거 내용 찾기)], AdvancedManufacuturing.org, Retrieved June 8, 2019.